# Der Weizenkönig
Der Weizenkönig (Originaltitel: A Corner in Wheat) ist ein US-amerikanischer Kurz-Stummfilm von David Wark Griffith aus dem Jahr 1909. Er basiert auf Frank Norris’ sozialkritischem Roman The Pit.
Der Weizenkönig gilt als ein frühes Beispiel der von Griffith als erzählerisches Mittel etablierten Parallelmontage, mit deren Hilfe er einerseits den Reichtum der Börsenspekulanten, andererseits die Not der Menschen, die sich aufgrund der Spekulationen ihr tägliches Brot nicht mehr leisten können, darstellt.
Der Weizenkönig wurde 1994 als erster Kurzfilm von Griffith in das National Film Registry aufgenommen.

## Handlung
Während Spekulanten in heller Aufregung am Markt für Weizen spekulieren, wird das Brot immer teurer und auch die Bauern bleiben in Armut. Während die feine Gesellschaft der Spekulanten ein feudales Festbankett einnehmen, kommt es bei der armen Bevölkerung zu Konflikten, da sie sich kein Brot mehr leisten kann. Der als „Weizenkönig“ benannte Tycoon freut sich um seine Gewinne während er eine Mühle besichtigt. Er verliert den Halt und landet im Auffangtrog der Mühle. Der Spekulant wird zu spät entdeckt und leblos aus dem Silo herausgezogen.